# Fusilero

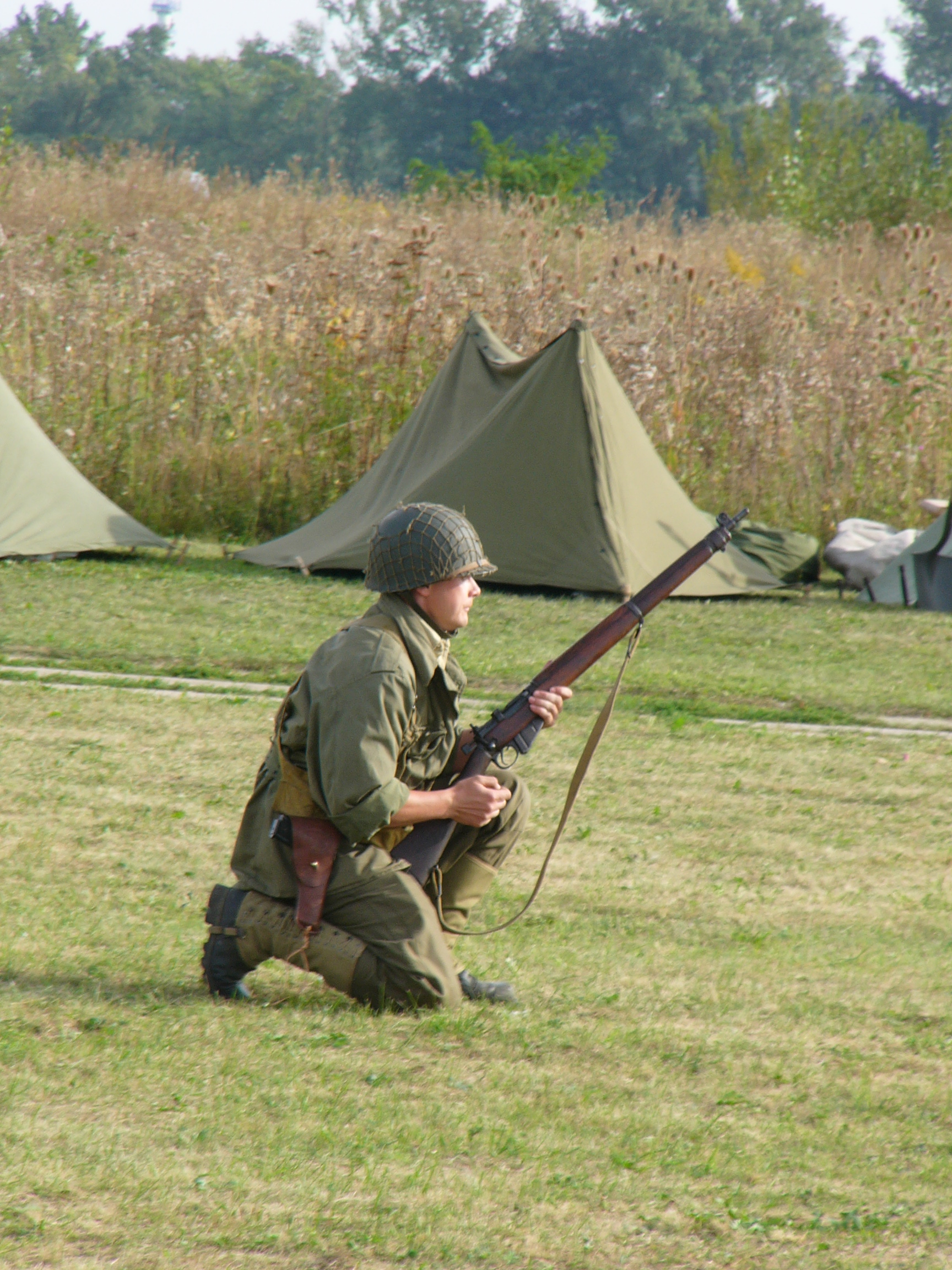
Fusilero con uniforme estadounidense durante una recreación de la Segunda Guerra Mundial.

Un fusilero (del francés fusilier) es un soldado de infantería dotado de un fusil. A pesar de que los fusileros solían formar parte de los regimientos de infantería de línea, a lo largo de la historia unidades de fusileros han desempeñado distintas tareas, incluyendo las de fuerzas especiales.

## Historia

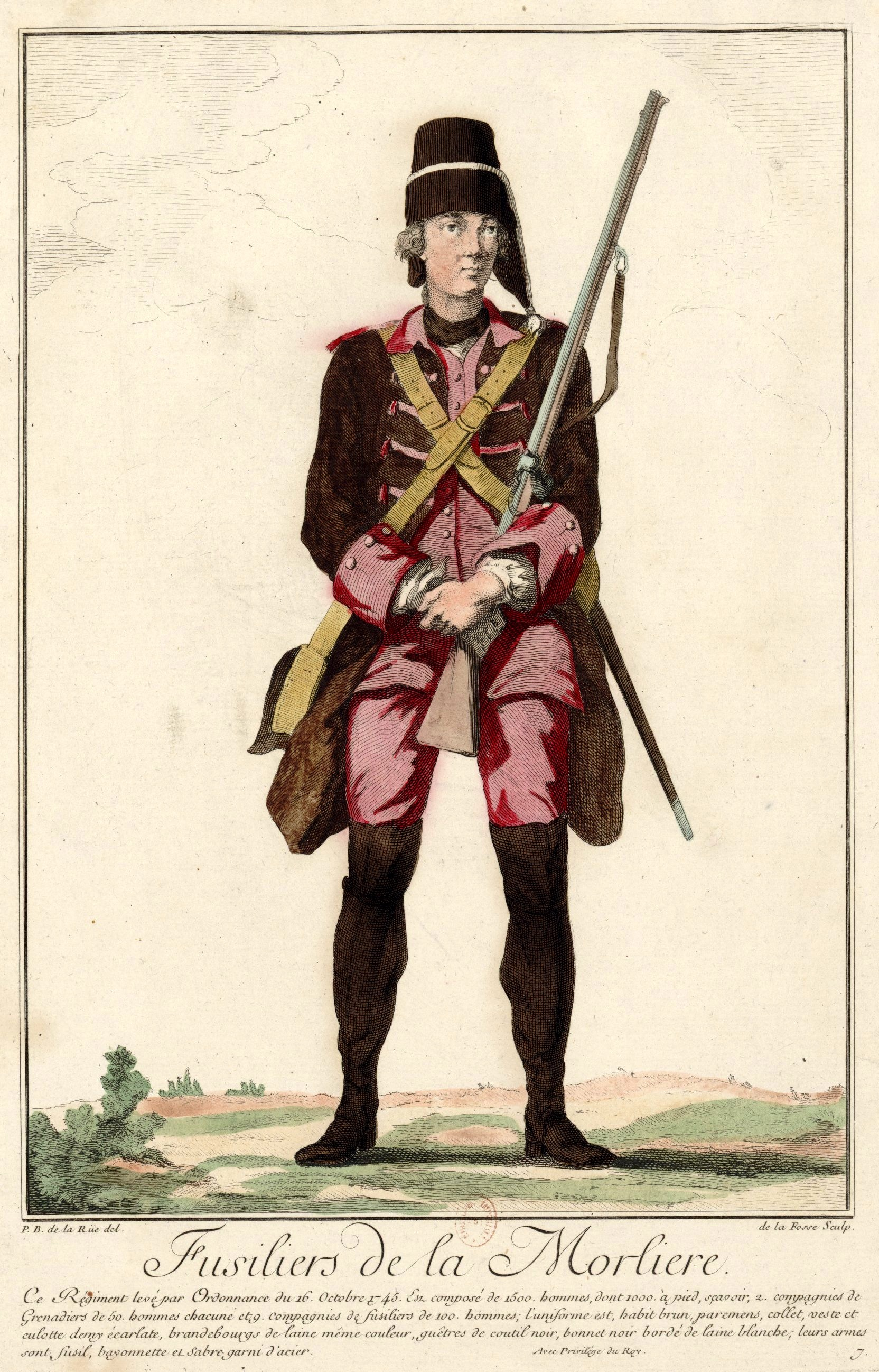
Un fusilero del regimiento francés Fusiliers de La Morlière, circa 1745–49.

Aunque el fusil había sido utilizado con anterioridad, sobre todo durante la guerra civil inglesa (1642–1652), entre las primeras unidades formadas expresamente como fusileros se encuentran los Fusiliers du Roien, creada en 1671 por Sébastien Le Prestre de Vauban.

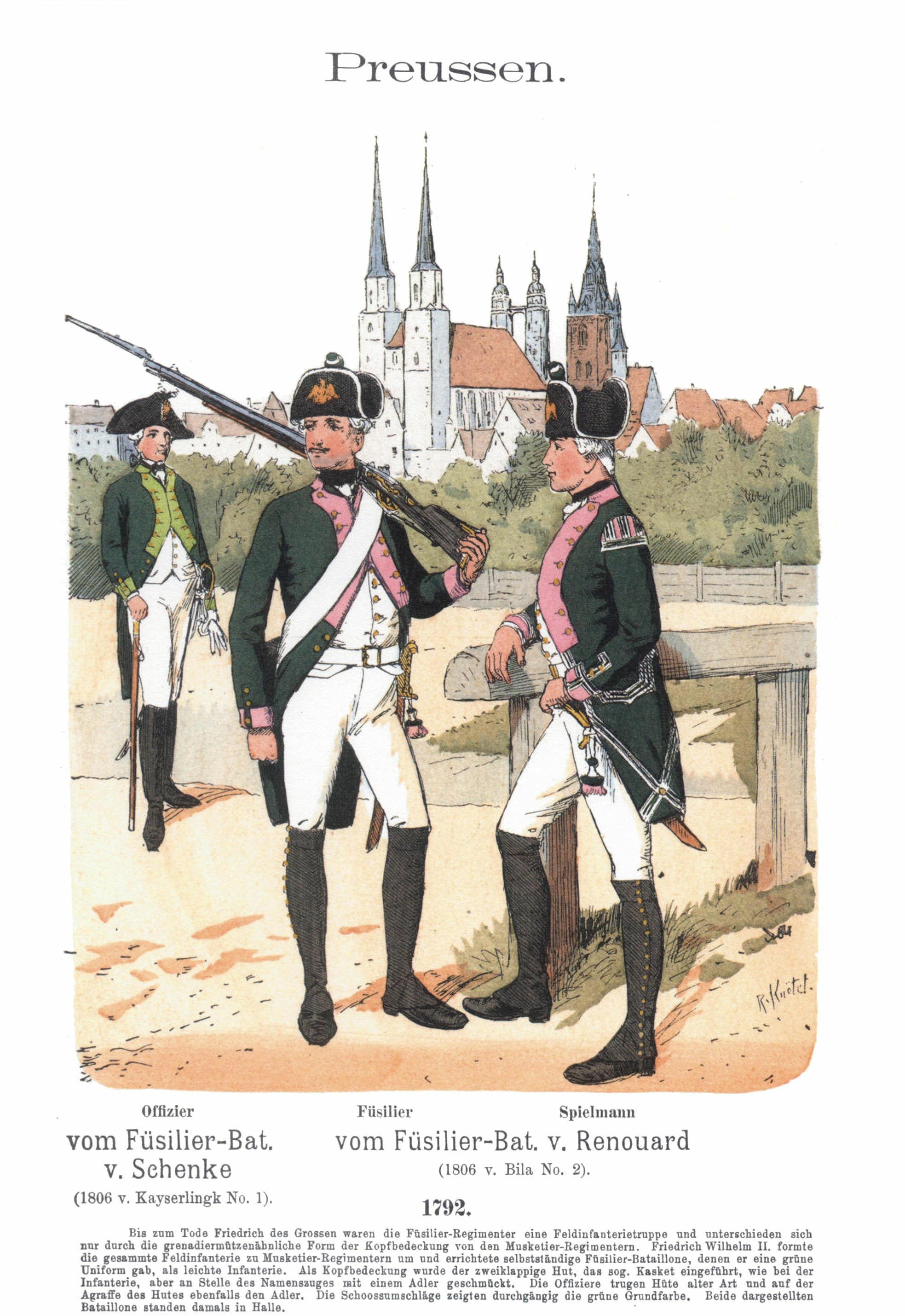
Fusileros del Ejército de Prusia a finales del.

En el Reino Unido, el 23rd Regiment of Foot es renombrado The Welsh Regiment of Fusiliers en 1702, un regimiento que se conocerá más adelante como los Royal Welch Fusiliers, y en Prusia, en 1705, los Leibgarde zu Fuss se convierten en un regimiento de fusileros. Entre 1740 y 1743, Federico II el Grande crea 14 regimientos distintos de fusileros. Además de los fusileros, a partir de 1800, con la creación de la Brigada de Fusileros (95th Rifles), se formaron regimientos de riflemen, ya especializados, gracias a los avances técnicos con el desarrollo de armas de fuego con ánima rayada (entre ellos, el fusil).

## Regimientos y unidades por país
Austria
Históricamente tenía la mejor infantería ligera, casi todos de ellos armados de un fusil, menos los Grenzers (guardia de fronteras), armados con un fusil poco corriente de doble cañón.
España
En España, a finales de 1761, el marqués de la Mina levanta la Compañía de Fusileros (Compañía Catalana de Fusileros Guardabosques Reales).
PrusiaFreikorps, guardia de corps y los “jaegers” (cazadores) prusianos, originarios de Hesse.
Reino Unido
- Casacas verdes, fusileros Ferguson (arma del mismo nombre).
- Royal Regiment of Fusiliers formado en 1968 con la incorporación de The Royal Northumberland Fusiliers, The Royal Warwickshire Fusiliers, The Royal Fusiliers (City of London Regiment) y The Lancashire Fusiliers.
- Royal Dublin Fusiliers, formado por los Royal Bombay Fusiliers y los Royal Madras Fusiliers.
- Royal Welch Fusiliers